# Rheum inopinatum
Rheum inopinatum Prain – gatunek rośliny z rodziny rdestowatych (Polygonaceae Juss.). Występuje naturalnie w Chinach – w Tybecie. 

## Morfologia
PokrójBylina dorastająca do 25–35 cm wysokości.
LiścieIch blaszka liściowa jest skórzasta i ma kształt od owalnego do trójkątnie owalnego. Mierzy 7–13,5 cm długości oraz 5–9,5 cm szerokości, jest całobrzega, o niemal sercowatej nasadzie i tępym wierzchołku. Ogonek liściowy jest nagi, ma czerwoną barwę i osiąga 2–4 cm długości. Gatka jest błoniasta.
KwiatyZebrane w wiechy, rozwijają się na szczytach pędów. Listki okwiatu mają eliptyczny kształt i żółtawą barwę, mierzą 2–3 mm długości.
OwoceMają okrągławy kształt, osiągają 9–10 mm długości.

## Biologia i ekologia
Rośnie na terenach skalistych. Występuje na wysokości od 4000 do 4200 m n.p.m. Kwitnie w lipcu.